# Kurt Wintgens

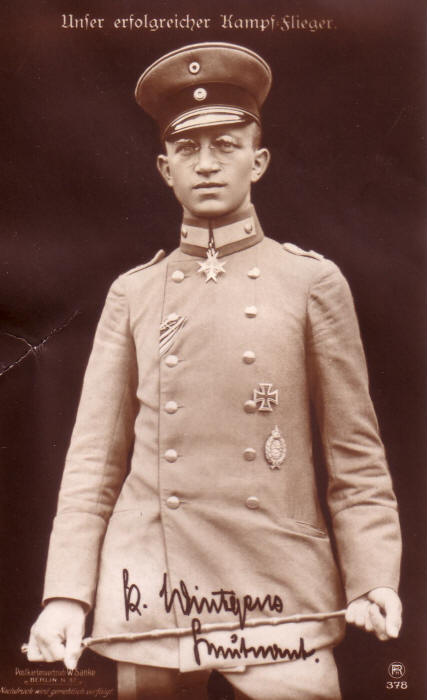
Kurt Wintgens
em 1916

O tenente Kurt Wintgens (✰ Neustadt, 01 de agosto de 1894;  ✝ Villers-Carbonnel, 25 de setembro de 1916) foi um Ás da aviação alemão da Primeira Guerra Mundial, tendo recebido as condecorações: Pour le Mérite e a Cruz de Ferro de primeira classe.
O serviço militar de Wintgens teve início quando ele se juntou ao Batalhão de telegrafia No. 2 em Frankfurt an der Oder como um Fahnenjunker (oficial cadete) em 1913.

## Primeira vitória com metralhadora sincronizada

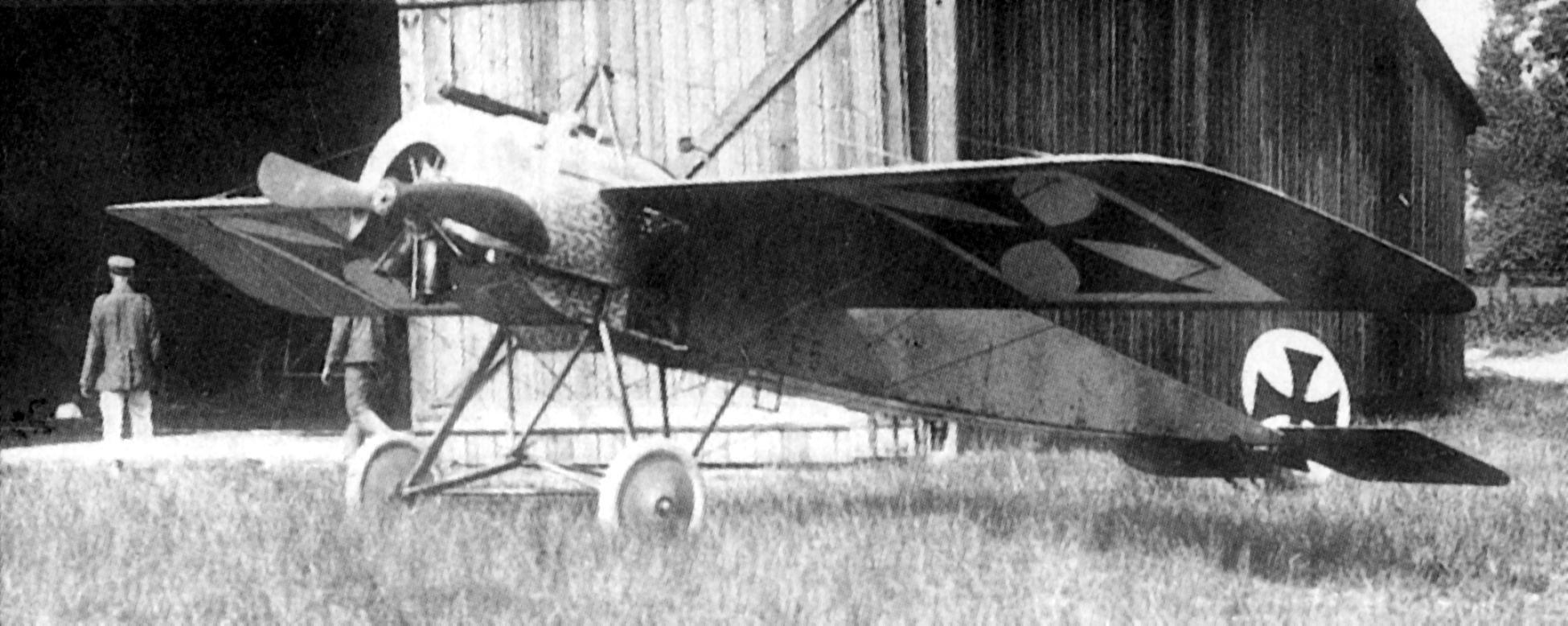
O avião usado por Kurt Wintgens no seu combate histórico, um Fokker M.5K/MG com o número de série Idflieg "E.5/15".

Wintgens assegurou um papel de destaque na história dos combates aéreos, sendo o primeiro piloto de caça a abater um avião inimigo usando uma metralhadora sincronizada.
Em 1 de Julho de 1915, o tenente Wintgens estava voando o mais recente exemplar do Fokker M.5K/MG produzido, já como protótipo do Eindecker com o número de série militar E.5/15, e as 18:00 ele encontrou um Morane-Saulnier L "Parasol" de dois lugares.
O avião francês era da Escadrille M.S.48, e estava sendo pilotado pelo capitão Paul du Peuty, tendo o tenente Louis de Boutiny como observador. Os aviadores franceses reportaram que foram atacados por um "Fokker Monoplano" a 1.300 metros acima da Fôret de Parroy, perto de Lunéville.
O Morane-Saulnier estava armado apenas com uma carabina, enquanto o Fokker tinha uma metralhadora frontal Parabellum MG 14 sincronizada. Depois de poucos minutos de combate com o Fokker, Peuty foi ferido na parte de baixo da perna direita. O Eindecker aparentemente foi atingido pelo fogo da carabina de Boutiny, que por seu lado, esgotou toda a munição da carabina, deixando seu próprio avião indefeso, dando vantagem ao Eindecker que pouco depois também atingiu Boutiny na perna.
Apesar dos ferimentos a tripulação francesa conseguiu pousar o avião em segurança em território "amigo" mesmo com o motor tendo sido atingido. No entanto, como o Morane pousou em território aliado, Wintgens não teve essa vitória creditada oficialmente.
Wintgens derrubou outro avião "Parasol" em circunstâncias semelhantes três dias depois, mas novamente essa vitória também não foi confirmada.